# Copa Conmebol 1992
La Copa Conmebol 1992 fue la primera edición de este torneo oficial, organizado por la Confederación Sudamericana de Fútbol. El certamen se creó con la intención de organizar una segunda competición en la cual participaran los mejores equipos del continente que no hubieran clasificado a la Copa Libertadores de América, imitando el formato que por entonces tenía la Copa de la UEFA en Europa. Participaron dieciséis equipos de diez países sudamericanos: Argentina, Bolivia, Brasil, Chile, Colombia, Ecuador, Paraguay, Perú, Uruguay y Venezuela.
El campeón fue Atlético Mineiro de Brasil, que derrotó en la final a Olimpia de Paraguay, con un marcador global de 2-1. El título le permitió disputar la Copa de Oro Nicolás Leoz 1993 ante sus compatriotas São Paulo y Cruzeiro, campeones de la Copa Libertadores 1992 y de la Supercopa Sudamericana 1992, respectivamente; y Boca Juniors, campeón de la Copa Máster de Supercopa 1992.

## Formato
El torneo se desarrolló plenamente bajo un formato de eliminación directa, donde cada equipo enfrentaba a su rival de turno en partidos de ida y vuelta. Todos los equipos comenzaron su participación desde los Octavos de final, estableciéndose los cruces de dicha instancia de acuerdo a sus ubicaciones geográficas, razón por la cual varias llaves quedaron conformadas por dos equipos de una misma asociación nacional. En caso de igualdad de puntos y diferencia de goles al finalizar ambos encuentros, en cualquiera de las fases, se ejecutaron tiros desde el punto penal.
|                               |                               | Equipos que entran en esta fase | Equipos que provienen de la fase anterior        |
| ----------------------------- | ----------------------------- | --- | ------------------------------------------------ |
| Octavos de final (16 equipos) | Octavos de final (16 equipos) | - 4 equipos de Brasil - 3 equipos de Argentina - 2 equipos de Uruguay - 1 equipo de Bolivia, Chile, Colombia, Ecuador, Paraguay, Perú y Venezuela |                                                  |
| Cuartos de final (8 equipos)  | Cuartos de final (8 equipos)  | | - 8 equipos clasificados de los Octavos de final |

## Equipos participantes
| País              | Equipo                                                        | Vía de clasificación |
| ----------------- | ------------------------------------------------------------- | --- |
| Argentina 3 cupos | Vélez Sarsfield Gimnasia y Esgrima La Plata Deportivo Español | Perdedor del partido entre el perdedor de la final de campeones y el ganador del Torneo Octogonal 1992 Finalista del Torneo Octogonal 1992 Semifinalista del Torneo Octogonal 1992 |
| Bolivia 1 cupo    | Oriente Petrolero                                             | Perdedor del partido entre los subcampeones del Torneo Apertura 1991 y del Torneo Clausura 1991                                                                                    |
| Brasil 4 cupos    | Bragantino Atlético Mineiro Fluminense Grêmio                 | Subcampeón del Campeonato Brasileño de 1991 3.º puesto del Campeonato Brasileño de 1991 4.º puesto del Campeonato Brasileño de 1991 Subcampeón de la Copa de Brasil 1991           |
| Chile 1 cupo      | O'Higgins                                                     | 2.º puesto de la Liguilla Pre-Libertadores 1991 |
| Colombia 1 cupo   | Junior                                                        | 3.º puesto del Campeonato colombiano 1991 |
| Ecuador 1 cupo    | El Nacional                                                   | Perdedor de la definición por el subcampeonato del Campeonato Ecuatoriano de Fútbol 1991                                                                                           |
| Paraguay 1 cupo   | Olimpia                                                       | 3.º puesto del Campeonato Paraguayo de Fútbol 1991 |
| Perú 1 cupo       | Universitario                                                 | Perdedor de la definición por el subcampeonato del Campeonato Descentralizado 1991                                                                                                 |
| Uruguay 2 cupos   | Peñarol Danubio                                               | 3.º puesto de la Liguilla Pre-Libertadores de América de 1991 4.º puesto de la Liguilla Pre-Libertadores de América de 1991                                                        |
| Venezuela 1 cupo  | Sport Marítimo                                                | 3.º puesto de la Primera División Venezolana 1991-92 |

### Distribución geográfica de los equipos
Distribución geográfica de las sedes de los equipos participantes:

## Resultados

### Cuadro de desarrollo
|  | Octavos de final        | Octavos de final  | Octavos de final  | Octavos de final  |   |                         | Cuartos de final   | Cuartos de final   | Cuartos de final   | Cuartos de final   |  |                         | Semifinales          | Semifinales          | Semifinales          | Semifinales          |  |         | Final                 | Final                 | Final                 | Final                 |  |
|  | 5 al 12 de agosto       | 5 al 12 de agosto | 5 al 12 de agosto | 5 al 12 de agosto |   |                         | 19 al 26 de agosto | 19 al 26 de agosto | 19 al 26 de agosto | 19 al 26 de agosto |  |                         | 2 al 9 de septiembre | 2 al 9 de septiembre | 2 al 9 de septiembre | 2 al 9 de septiembre |  |         | 16 y 23 de septiembre | 16 y 23 de septiembre | 16 y 23 de septiembre | 16 y 23 de septiembre |  |
|  |                         |                   |                   |                   |   |                         |                    |                    |                    |                    |  |                         |                      |                      |                      |                      |  |         |                       |                       |                       |                       |  |
|  |                         |                   |                   |                   |   |                         |                    |                    |                    |                    |  |                         |                      |                      |                      |                      |  |         |                       |                       |                       |                       |  |
|  | Gimnasia y Esgrima (LP) | 0                 | 2                 | 2                 |   |                         |                    |                    |                    |                    |  |                         |                      |                      |                      |                      |  |         |                       |                       |                       |                       |  |
|  | Gimnasia y Esgrima (LP) | 0                 | 2                 | 2                 |   |                         |                    |                    |                    |                    |  |                         |                      |                      |                      |                      |  |         |                       |                       |                       |                       |  |
|  | O'Higgins               | 0                 | 0                 | 0                 |   |                         |                    |                    |                    |                    |  |                         |                      |                      |                      |                      |  |         |                       |                       |                       |                       |  |
|  | O'Higgins               | 0                 | 0                 | 0                 |   | Gimnasia y Esgrima (LP) | 0                  | 3                  | 3                  |                    |  |                         |                      |                      |                      |                      |  |         |                       |                       |                       |                       |  |
|  |                         |                   |                   |                   |   | Gimnasia y Esgrima (LP) | 0                  | 3                  | 3                  |                    |  |                         |                      |                      |                      |                      |  |         |                       |                       |                       |                       |  |
|  |                         |                   | Peñarol           | 0                 | 1 | 1                       |                    |                    |                    |                    |  |                         |                      |                      |                      |                      |  |         |                       |                       |                       |                       |  |
|  | Peñarol (p)             | 0                 | Peñarol           | 0                 | 1 | 1                       | 1                  | 1 (7)              |                    |                    |  |                         |                      |                      |                      |                      |  |         |                       |                       |                       |                       |  |
|  | Peñarol (p)             | 0                 |                   |                   |   |                         |                    |                    |                    |                    |  |                         |                      |                      |                      |                      |  |         |                       |                       |                       |                       |  |
|  | Danubio                 | 0                 | 1                 | 1 (6)             |   |                         |                    |                    |                    |                    |  |                         |                      |                      |                      |                      |  |         |                       |                       |                       |                       |  |
|  | Danubio                 | 0                 | 1                 | 1 (6)             |   |                         |                    |                    |                    |                    |  | Gimnasia y Esgrima (LP) | 0                    | 0                    | 0 (0)                |                      |  |         |                       |                       |                       |                       |  |
|  |                         |                   |                   |                   |   |                         |                    |                    |                    |                    |  | Gimnasia y Esgrima (LP) | 0                    | 0                    | 0 (0)                |                      |  |         |                       |                       |                       |                       |  |
|  |                         |                   | Olimpia (p)       | 0                 | 0 | 0 (3)                   |                    |                    |                    |                    |  |                         |                      |                      |                      |                      |  |         |                       |                       |                       |                       |  |
|  | Deportivo Español       | 0                 | Olimpia (p)       | 0                 | 0 | 0 (3)                   | 2                  | 2                  |                    |                    |  |                         |                      |                      |                      |                      |  |         |                       |                       |                       |                       |  |
|  | Deportivo Español       | 0                 |                   |                   |   |                         |                    |                    |                    |                    |  |                         |                      |                      |                      |                      |  |         |                       |                       |                       |                       |  |
|  | Vélez Sarsfield         | 0                 | 0                 | 0                 |   |                         |                    |                    |                    |                    |  |                         |                      |                      |                      |                      |  |         |                       |                       |                       |                       |  |
|  | Vélez Sarsfield         | 0                 | 0                 | 0                 |   | Deportivo Español       | 0                  | 0                  | 0 (3)              |                    |  |                         |                      |                      |                      |                      |  |         |                       |                       |                       |                       |  |
|  |                         |                   |                   |                   |   | Deportivo Español       | 0                  | 0                  | 0 (3)              |                    |  |                         |                      |                      |                      |                      |  |         |                       |                       |                       |                       |  |
|  |                         |                   | Olimpia (p)       | 0                 | 0 | 0 (4)                   |                    |                    |                    |                    |  |                         |                      |                      |                      |                      |  |         |                       |                       |                       |                       |  |
|  | Olimpia                 | 4                 | Olimpia (p)       | 0                 | 0 | 0 (4)                   | 1                  | 5                  |                    |                    |  |                         |                      |                      |                      |                      |  |         |                       |                       |                       |                       |  |
|  | Olimpia                 | 4                 |                   |                   |   |                         |                    |                    |                    |                    |  |                         |                      |                      |                      |                      |  |         |                       |                       |                       |                       |  |
|  | Oriente Petrolero       | 0                 | 0                 | 0                 |   |                         |                    |                    |                    |                    |  |                         |                      |                      |                      |                      |  |         |                       |                       |                       |                       |  |
|  | Oriente Petrolero       | 0                 | 0                 | 0                 |   |                         |                    |                    |                    |                    |  |                         |                      |                      |                      |                      |  | Olimpia | 0                     | 1                     | 1                     |                       |  |
|  |                         |                   |                   |                   |   |                         |                    |                    |                    |                    |  |                         |                      |                      |                      |                      |  | Olimpia | 0                     | 1                     | 1                     |                       |  |
|  |                         |                   | Atlético Mineiro  | 2                 | 0 | 2                       |                    |                    |                    |                    |  |                         |                      |                      |                      |                      |  |         |                       |                       |                       |                       |  |
|  | Atlético Mineiro        | 1                 | Atlético Mineiro  | 2                 | 0 | 2                       | 5                  | 6                  |                    |                    |  |                         |                      |                      |                      |                      |  |         |                       |                       |                       |                       |  |
|  | Atlético Mineiro        | 1                 |                   |                   |   |                         |                    |                    |                    |                    |  |                         |                      |                      |                      |                      |  |         |                       |                       |                       |                       |  |
|  | Fluminense              | 2                 | 1                 | 3                 |   |                         |                    |                    |                    |                    |  |                         |                      |                      |                      |                      |  |         |                       |                       |                       |                       |  |
|  | Fluminense              | 2                 | 1                 | 3                 |   | Atlético Mineiro        | 2                  | 3                  | 5                  |                    |  |                         |                      |                      |                      |                      |  |         |                       |                       |                       |                       |  |
|  |                         |                   |                   |                   |   | Atlético Mineiro        | 2                  | 3                  | 5                  |                    |  |                         |                      |                      |                      |                      |  |         |                       |                       |                       |                       |  |
|  |                         |                   | Junior            | 2                 | 0 | 2                       |                    |                    |                    |                    |  |                         |                      |                      |                      |                      |  |         |                       |                       |                       |                       |  |
|  | Sport Marítimo          | 0                 | Junior            | 2                 | 0 | 2                       | 0                  | 0                  |                    |                    |  |                         |                      |                      |                      |                      |  |         |                       |                       |                       |                       |  |
|  | Sport Marítimo          | 0                 |                   |                   |   |                         |                    |                    |                    |                    |  |                         |                      |                      |                      |                      |  |         |                       |                       |                       |                       |  |
|  | Junior                  | 6                 | 1                 | 7                 |   |                         |                    |                    |                    |                    |  |                         |                      |                      |                      |                      |  |         |                       |                       |                       |                       |  |
|  | Junior                  | 6                 | 1                 | 7                 |   |                         |                    |                    |                    |                    |  | Atlético Mineiro        | 0                    | 2                    | 2                    |                      |  |         |                       |                       |                       |                       |  |
|  |                         |                   |                   |                   |   |                         |                    |                    |                    |                    |  | Atlético Mineiro        | 0                    | 2                    | 2                    |                      |  |         |                       |                       |                       |                       |  |
|  |                         |                   | El Nacional       | 1                 | 0 | 1                       |                    |                    |                    |                    |  |                         |                      |                      |                      |                      |  |         |                       |                       |                       |                       |  |
|  | El Nacional             | 3                 | El Nacional       | 1                 | 0 | 1                       | 3                  | 6                  |                    |                    |  |                         |                      |                      |                      |                      |  |         |                       |                       |                       |                       |  |
|  | El Nacional             | 3                 |                   |                   |   |                         |                    |                    |                    |                    |  |                         |                      |                      |                      |                      |  |         |                       |                       |                       |                       |  |
|  | Universitario           | 1                 | 1                 | 2                 |   |                         |                    |                    |                    |                    |  |                         |                      |                      |                      |                      |  |         |                       |                       |                       |                       |  |
|  | Universitario           | 1                 | 1                 | 2                 |   | El Nacional             | 0                  | 4                  | 4                  |                    |  |                         |                      |                      |                      |                      |  |         |                       |                       |                       |                       |  |
|  |                         |                   |                   |                   |   | El Nacional             | 0                  | 4                  | 4                  |                    |  |                         |                      |                      |                      |                      |  |         |                       |                       |                       |                       |  |
|  |                         |                   | Grêmio            | 1                 | 0 | 1                       |                    |                    |                    |                    |  |                         |                      |                      |                      |                      |  |         |                       |                       |                       |                       |  |
|  | Grêmio (p)              | 2                 | Grêmio            | 1                 | 0 | 1                       | 1                  | 3 (7)              |                    |                    |  |                         |                      |                      |                      |                      |  |         |                       |                       |                       |                       |  |
|  | Grêmio (p)              | 2                 |                   |                   |   |                         |                    |                    |                    |                    |  |                         |                      |                      |                      |                      |  |         |                       |                       |                       |                       |  |
|  | Bragantino              | 2                 | 1                 | 3 (6)             |   |                         |                    |                    |                    |                    |  |                         |                      |                      |                      |                      |  |         |                       |                       |                       |                       |  |
|  | Bragantino              | 2                 | 1                 | 3 (6)             |   |                         |                    |                    |                    |                    |  |                         |                      |                      |                      |                      |  |         |                       |                       |                       |                       |  |
|  |                         |                   |                   |                   |   |                         |                    |                    |                    |                    |  |                         |                      |                      |                      |                      |  |         |                       |                       |                       |                       |  |

- Nota: En cada llave, el equipo que ocupa la primera línea es el que definió la serie como local.

### Octavos de final
| 5 de agosto de 1992 | O'Higgins | 0:0 | Gimnasia y Esgrima La Plata | Estadio El Teniente, Rancagua |  |
|                     |           |     |                             | Árbitro(s): Carlos Maciel     |  |

| 12 de agosto de 1992 | Gimnasia y Esgrima La Plata        | 2:0 (1:0) | O'Higgins | Estadio Juan Carmelo Zerillo, La Plata |                             |
|                      | San Esteban 44' · F. Fernández 80' |           |           | Árbitro(s): Ernesto Filippi            | Árbitro(s): Ernesto Filippi |

| 5 de agosto de 1992 | Danubio | 0:0 | Peñarol | Estadio Centenario, Montevideo  |  |
|                     |         |     |         | Árbitro(s): Fernando Cardellino |  |

| 9 de agosto de 1992 | Peñarol                                                                         | 1:1 (7:6 p.)               | Danubio                                                                        | Estadio Centenario, Montevideo  |                                 |
|                     | López 27'                                                                       |                            | España                                                                         | Árbitro(s): Eduardo Dluzniewski | Árbitro(s): Eduardo Dluzniewski |
|                     |                                                                                 | Tiros desde el punto penal |                                                                                |                                 |                                 |
|                     | Pedrucci · Castro · Blanco · Recoba · Rosa · E. Martínez · García · A. Martínez |                            | Biaggio · Góñez · Pereyra · Alzueta · Bitancort · Olivera · Kanapkis · Sánchez |                                 |                                 |

| 5 de agosto de 1992 | Vélez Sarsfield | 0:0 | Deportivo Español | Estadio José Amalfitani, Buenos Aires |  |

| 12 de agosto de 1992 | Deportivo Español | 2:0 | Vélez Sarsfield | Estadio Nueva España, Buenos Aires |  |
|                      | Parodi · Sassone  |     |                 |                                    |  |

| 5 de agosto de 1992 | Oriente Petrolero | 0:4 | Olimpia                               | Estadio Ramón Aguilera Costas, Santa Cruz de la Sierra |  |
|                     |                   |     | Sanabria · Amarilla · González · Meza |                                                        |  |

| 12 de agosto de 1992 | Olimpia  | 1:0 | Oriente Petrolero | Estadio Manuel Ferreira, Asunción |  |
|                      | Amarilla |     |                   |                                   |  |

| 9 de agosto de 1992 | Fluminense    | 2:1 (0:1) | Atlético Mineiro  | Estadio Municipal, Juiz de Fora        |                                        |
|                     | Ézio 75', 88' |           | Sérgio Araújo 19' | Árbitro(s): José Aparecido de Oliveira | Árbitro(s): José Aparecido de Oliveira |

| 12 de agosto de 1992 | Atlético Mineiro                                    | 5:1 (1:0) | Fluminense | Estadio Mineirão, Belo Horizonte |                             |
|                      | Moacir 7', 82' (pen.) · Aílton 55', 89' · Vônei 75' |           | Bobô 77'   | Árbitro(s): Ulisses Tavares      | Árbitro(s): Ulisses Tavares |

| 5 de agosto de 1992 | Junior                                                                    | 6:0 (6:0) | Sport Marítimo | Estadio Metropolitano, Barranquilla |                                  |
|                     | Ferreira 3', 14', 16' · Valencia 39' (pen.) · Pacheco 43' · Hernández 44' |           |                | Árbitro(s): Milton Villavicencio    | Árbitro(s): Milton Villavicencio |

| 12 de agosto de 1992 | Sport Marítimo | 0:1 (0:0) | Junior     | Estadio Brígido Iriarte, Caracas |  |
|                      |                |           | Calero 55' |                                  |  |

| 5 de agosto de 1992 | Universitario | 1:3 | El Nacional     | Estadio Nacional, Lima |  |
|                     | Vidales       |     | Hurtado · Chalá |                        |  |

| 12 de agosto de 1992 | El Nacional     | 3:1 | Universitario | Estadio Olímpico Atahualpa, Quito |  |
|                      | Chalá · Hurtado |     | Silva         |                                   |  |

| 7 de agosto de 1992 | Bragantino               | 2:2 | Grêmio                  | Estadio Marcelo Stéfani, Bragança Paulista |  |
|                     | Mauricinho · João Santos |     | Carlos Miguel · Luciano |                                            |  |

| 12 de agosto de 1992 | Grêmio | 1:1 (7:6 p.) | Bragantino    | Estadio Olímpico Monumental, Porto Alegre |  |
|                      | Jandir |              | Alberto Félix |                                           |  |

### Cuartos de final
| 19 de agosto de 1992 | Peñarol | 0:0 | Gimnasia y Esgrima La Plata | Estadio Centenario, Montevideo  |  |
|                      |         |     |                             | Árbitro(s): Enrique Marín Gallo |  |

| 26 de agosto de 1992 | Gimnasia y Esgrima La Plata                       | 3:1 (3:0) | Peñarol    | Estadio Juan Carmelo Zerillo, La Plata |                          |
|                      | Morant 31' · Guerra 37' (pen.) · P. Fernández 40' |           | Recoba 75' | Árbitro(s): Hernán Silva               | Árbitro(s): Hernán Silva |

| 19 de agosto de 1992 | Olimpia | 0:0 | Deportivo Español | Estadio Manuel Ferreira, Asunción      |  |
|                      |         |     |                   | Árbitro(s): José Aparecido de Oliveira |  |

| 26 de agosto de 1992 | Deportivo Español                               | 0:0 (3:4 p.)               | Olimpia                                       | Estadio Nueva España, Buenos Aires |  |
|                      |                                                 | Tiros desde el punto penal |                                               |                                    |  |
|                      | Batista · Agoglia · Catalano · Bustos · Peralta |                            | Suárez · Jara Heyn · Sanabria · Meza · Romero |                                    |  |

| 19 de agosto de 1992 | Junior                           | 2:2 (1:1) | Atlético Mineiro | Estadio Metropolitano, Barranquilla |                                  |
|                      | Méndez 43' · Ferreira 73' (pen.) |           | Aílton 45', 47'  | Árbitro(s): Jorge Orellana Vimos    | Árbitro(s): Jorge Orellana Vimos |

| 26 de agosto de 1992 | Atlético Mineiro                              | 3:0 (2:0) | Junior | Estadio Mineirão, Belo Horizonte   |                                    |
|                      | Alfinete 32' · Aílton 34' · Sérgio Araújo 70' |           |        | Árbitro(s): Juan Francisco Escobar | Árbitro(s): Juan Francisco Escobar |

| 19 de agosto de 1992 | Grêmio  | 1:0 | El Nacional | Estadio Olímpico Monumental, Porto Alegre |                                |
|                      | Mabilia |     |             | Árbitro(s): Juan Carlos Biscay            | Árbitro(s): Juan Carlos Biscay |

| 26 de agosto de 1992 | El Nacional                                                   | 4:0 (2:0) | Grêmio | Estadio Olímpico Atahualpa, Quito                              |                                                                |
|                      | Hurtado 27' · Castañeda 36' · Guerrero 48' (pen.) · Chalá 88' |           |        | Asistencia: 37 000 espectadores Árbitro(s): José Torres Cadena | Asistencia: 37 000 espectadores Árbitro(s): José Torres Cadena |

### Semifinales
| 2 de septiembre de 1992 | Olimpia | 0:0 | Gimnasia y Esgrima La Plata | Estadio Manuel Ferreira, Asunción |  |

| 9 de septiembre de 1992 | Gimnasia y Esgrima La Plata   | 0:0 (0:3 p.)               | Olimpia                        | Estadio Juan Carmelo Zerillo, La Plata |  |
|                         |                               | Tiros desde el punto penal |                                |                                        |  |
|                         | Bianco · San Esteban · Guerra |                            | M. Ramírez · Suárez · Sanabria |                                        |  |

| 2 de septiembre de 1992 | El Nacional         | 1:0 (1:0) | Atlético Mineiro | Estadio Olímpico Atahualpa, Quito |                                 |
|                         | Guerrero 30' (pen.) |           |                  | Árbitro(s): Armando Pérez Hoyos   | Árbitro(s): Armando Pérez Hoyos |

| 9 de septiembre de 1992 | Atlético Mineiro                 | 2:0 (1:0) | El Nacional | Estadio Mineirão, Belo Horizonte |                       |
|                         | Aílton 29' · Quiñónez 64' (a.g.) |           |             | Árbitro(s): Juan Bava            | Árbitro(s): Juan Bava |

### Final

#### Ida
| 16 de septiembre de 1992 | Atlético Mineiro | 2:0 (1:0) | Olimpia | Estadio Mineirão, Belo Horizonte                              |                                                               |
|                          | Negrini 30', 58' |           |         | Asistencia: 60 116 espectadores Árbitro(s): Hernán Silva Arce | Asistencia: 60 116 espectadores Árbitro(s): Hernán Silva Arce |

| 1          | POR        | João Leite          | Salió |
| 4          | DEF        | Alfinete            |       |
| 2          | DEF        | Luís Eduardo        |       |
| 3          | DEF        | Ryuler              |       |
| 6          | DEF        | Paulo Roberto       |       |
| 8          | MED        | Moacir              |       |
| 11         | MED        | Claudinho           |       |
| 5          | MED        | Éder Lopes          |       |
| 25         | MED        | Claudiomiro Negrini |       |
| 7          | DEL        | Sérgio Araújo       |       |
| 10         | DEL        | Aílton              |       |
| Entrenador | Entrenador | Procópio Cardoso    |       |

| 1          | POR        | Sergio Goycochea        |       |
| 15         | DEF        | Isidro Núñez            |       |
| 2          | DEF        | Virginio Cáceres        |       |
| 4          | DEF        | Silvio Suárez           |       |
| 3          | DEF        | Mario César Ramírez     |       |
| 7          | MED        | Gabriel González Chaves | Salió |
| 6          | MED        | Vidal Sanabria          |       |
| 17         | MED        | Adolfo Jara Heyn        |       |
| 10         | MED        | Jorge Luis Campos       |       |
| 16         | DEL        | Miguel Ángel Sanabria   |       |
| 9          | DEL        | Raúl Vicente Amarilla   | Salió |
| Entrenador | Entrenador | Roberto Perfumo         |       |

| 22 | POR | Humberto | Entró |

| 18 | MED | Justo Javier Meza | Entró |
| 11 | DEL | Adriano Samaniego | Entró |

| Anotado | 30' | Claudiomiro Negrini | 1:0 |
| Anotado | 58' | Claudiomiro Negrini | 2:0 |

|  |  |  |  |

| Árbitro | Hernán Silva Arce |

| 1          | POR        | João Leite          | Salió |
| 4          | DEF        | Alfinete            |       |
| 2          | DEF        | Luís Eduardo        |       |
| 3          | DEF        | Ryuler              |       |
| 6          | DEF        | Paulo Roberto       |       |
| 8          | MED        | Moacir              |       |
| 11         | MED        | Claudinho           |       |
| 5          | MED        | Éder Lopes          |       |
| 25         | MED        | Claudiomiro Negrini |       |
| 7          | DEL        | Sérgio Araújo       |       |
| 10         | DEL        | Aílton              |       |
| Entrenador | Entrenador | Procópio Cardoso    |       |

| 1          | POR        | Sergio Goycochea        |       |
| 15         | DEF        | Isidro Núñez            |       |
| 2          | DEF        | Virginio Cáceres        |       |
| 4          | DEF        | Silvio Suárez           |       |
| 3          | DEF        | Mario César Ramírez     |       |
| 7          | MED        | Gabriel González Chaves | Salió |
| 6          | MED        | Vidal Sanabria          |       |
| 17         | MED        | Adolfo Jara Heyn        |       |
| 10         | MED        | Jorge Luis Campos       |       |
| 16         | DEL        | Miguel Ángel Sanabria   |       |
| 9          | DEL        | Raúl Vicente Amarilla   | Salió |
| Entrenador | Entrenador | Roberto Perfumo         |       |

| 22 | POR | Humberto | Entró |

| 18 | MED | Justo Javier Meza | Entró |
| 11 | DEL | Adriano Samaniego | Entró |

| Anotado | 30' | Claudiomiro Negrini | 1:0 |
| Anotado | 58' | Claudiomiro Negrini | 2:0 |

|  |  |  |  |

| Árbitro | Hernán Silva Arce |

#### Vuelta
| 23 de septiembre de 1992 | Olimpia       | 1:0 (0:0) | Atlético Mineiro | Estadio Manuel Ferreira, Asunción                           |                                                             |
|                          | Caballero 89' |           |                  | Asistencia: 22.527 espectadores Árbitro(s): Ernesto Filippi | Asistencia: 22.527 espectadores Árbitro(s): Ernesto Filippi |

| 1          | POR        | Sergio Goycochea        |       |
| 15         | DEF        | Isidro Núñez            |       |
| 2          | DEF        | Virginio Cáceres        | Salió |
| 4          | DEF        | Silvio Suárez           |       |
| 3          | DEF        | Mario César Ramírez     |       |
| 7          | MED        | Gabriel González Chaves |       |
| 6          | MED        | Vidal Sanabria          |       |
| 17         | MED        | Adolfo Jara Heyn        |       |
| 10         | MED        | Jorge Luis Campos       | Salió |
| 16         | DEL        | Miguel Ángel Sanabria   |       |
| 11         | DEL        | Adriano Samaniego       |       |
| Entrenador | Entrenador | Roberto Perfumo         |       |

| 1          | POR        | João Leite          |       |
| 4          | DEF        | Alfinete            |       |
| 2          | DEF        | Luís Eduardo        |       |
| 3          | DEF        | Ryuler              |       |
| 6          | DEF        | Paulo Roberto       |       |
| 8          | MED        | Moacir              |       |
| 11         | MED        | Claudinho           |       |
| 5          | MED        | Éder Lopes          |       |
| 25         | MED        | Claudiomiro Negrini | Salió |
| 7          | DEL        | Sérgio Araújo       |       |
| 10         | DEL        | Aílton              | Salió |
| Entrenador | Entrenador | Procópio Cardoso    |       |

| 18 | MED | Justo Javier Meza | Entró |
| 23 | DEL | Mauro Caballero   | Entró |

| 14 | DEF | André Figueiredo | Entró |
| 20 | MED | Toninho Pereira  | Entró |

| Anotado | 89' | Mauro Caballero | 1:0 |

|  |  |  |  |

| Árbitro | Ernesto Filippi |

| 1          | POR        | Sergio Goycochea        |       |
| 15         | DEF        | Isidro Núñez            |       |
| 2          | DEF        | Virginio Cáceres        | Salió |
| 4          | DEF        | Silvio Suárez           |       |
| 3          | DEF        | Mario César Ramírez     |       |
| 7          | MED        | Gabriel González Chaves |       |
| 6          | MED        | Vidal Sanabria          |       |
| 17         | MED        | Adolfo Jara Heyn        |       |
| 10         | MED        | Jorge Luis Campos       | Salió |
| 16         | DEL        | Miguel Ángel Sanabria   |       |
| 11         | DEL        | Adriano Samaniego       |       |
| Entrenador | Entrenador | Roberto Perfumo         |       |

| 1          | POR        | João Leite          |       |
| 4          | DEF        | Alfinete            |       |
| 2          | DEF        | Luís Eduardo        |       |
| 3          | DEF        | Ryuler              |       |
| 6          | DEF        | Paulo Roberto       |       |
| 8          | MED        | Moacir              |       |
| 11         | MED        | Claudinho           |       |
| 5          | MED        | Éder Lopes          |       |
| 25         | MED        | Claudiomiro Negrini | Salió |
| 7          | DEL        | Sérgio Araújo       |       |
| 10         | DEL        | Aílton              | Salió |
| Entrenador | Entrenador | Procópio Cardoso    |       |

| 18 | MED | Justo Javier Meza | Entró |
| 23 | DEL | Mauro Caballero   | Entró |

| 14 | DEF | André Figueiredo | Entró |
| 20 | MED | Toninho Pereira  | Entró |

| Anotado | 89' | Mauro Caballero | 1:0 |

|  |  |  |  |

| Árbitro | Ernesto Filippi |

|                                      |
| Bandera de Brasil                    |
| Campeón Atlético Mineiro 1.er título |

## Estadísticas

### Goleadores
| Jugador                | Club             | Goles |
| ---------------------- | ---------------- | ----- |
| Aílton                 | Atlético Mineiro | 6     |
| Cléber Chalá           | El Nacional      | 5     |
| Javier Ferreira        | Junior           | 4     |
| Patricio Hurtado       | El Nacional      | 3     |
| Raúl Vicente Amarilla  | Olimpia          | 2     |
| Ézio                   | Fluminense       | 2     |
| José Fernando Guerrero | El Nacional      | 2     |
| Moacir                 | Atlético Mineiro | 2     |
| Claudiomiro Negrini    | Atlético Mineiro | 2     |
| Sérgio Araújo          | Atlético Mineiro | 2     |